# Um Reifenbreite
Um Reifenbreite (en alemán para «Por el ancho de una rueda») es un juego de mesa de carreras ciclistas para entre dos y cuatro jugadores creado por el diseñador de juegos Rob Bontenbal y publicado originalmente en 1979.
El título original del juego fue Homas Tour, pero gran parte de las copias quedaron destruidas en un incendio en un almacén en 1979. Su repentina escasez y su reconocimiento como juego de éxito hicieron que los ejemplares de esta primera versión sean especialmente codiciados por los coleccionistas. Existe una edición en español, de la mano de Jumbo Games, titulada Demarraje.

## Sistema de juego
Cada jugador controla un equipo de cuatro miembros, y el objetivo es sumar la mayor cantidad de puntos posible para todo el equipo. El movimiento se controla principalmente con dados, aunque un conjunto de cartas reemplaza parcialmente los resultados de los dados.
El juego se puede jugar en tres variantes. En la versión más simple, se selecciona una ruta en el tablero de juego y se ignora la superficie de la carretera. En una versión ampliada, la superficie de la carretera (adoquines o rutas de montaña con subidas y bajadas) influye en el transcurso de la carrera. Para los jugadores experimentados, la versión avanzada permite combinar varios recorridos en una carrera por etapas, que luego incluye clasificaciones al sprint y la lucha por el maillot amarillo.
Los jugadores deberán tener una visión táctica para llevar a cabo demarrajes en el momento oportuno, o aprovechar el rebufo de otros ciclistas, aunque también se tiene que tener en cuenta la posibilidad de un pinchazo o de una caída masiva.

## Premios
A raíz de su segunda edición, en 1992, Um Reifenbreite obtuvo los siguientes galardones:
- 1992 Ganador del premio Spiel des Jahres.[4]
- 1992 Segundo lugar en el Deutscher Spiele Preis en la categoría de mejor juego familiar/para adultos.[5]